# 1956年メルボルンオリンピックの韓国選手団
1956年メルボルンオリンピックの韓国選手団（1956ねんメルボルンオリンピックのかんこくせんしゅだん）は、1956年11月22日から12月8日にかけてオーストラリアのメルボルンで開催された1956年メルボルンオリンピックの韓国選手団、およびその競技結果。

## 概要
今大会は銀メダル1個、銅メダル1個の合計2個のメダルを獲得した。

## メダル
| メダル | 選手名 | 競技                 | 種目           |
| ------ | ------ | -------------------- | -------------- |
| 銀     | 宋順天 | ボクシング           | 男子バンタム級 |
| 銅     | 金昌煕 | ウエイトリフティング | 男子ライト級   |